# Villa Marlier
La villa Marlier, parfois appelée villa de Wannsee, désormais connue sous le nom de Haus der Wannseekonferenz en allemand (soit « maison de la conférence de Wannsee » en français), est une propriété située dans le quartier de Berlin-Wannsee, en Allemagne. Elle a abrité, le 20 janvier 1942, la conférence de Wannsee, où des hauts responsables du Troisième Reich ont discuté de l'organisation administrative, technique et économique de l'extermination des Juifs d'Europe. La villa est depuis 1992 un lieu de mémoire et d'enseignement.

## Historique
Construite en 1914-1915 par le commerçant Ernest Marlier, située au 56-58 de l'avenue Am Grossen Wannsee, cette grande propriété possède un jardin de trois hectares, dessiné par un élève d'Alfred Messel. En 1921, l'industriel Friedrich Minoux, aux idées proches du national-socialisme, acquiert la maison, mais à la suite de difficultés judiciaires (avec des complices, il avait escroqué la compagnie de gaz d'Essen), il est obligé de la revendre en 1940, peu avant d'être emprisonné. L'acquéreur, pour deux millions de reichsmarks, est la Nordhav-Stiftung, une fondation SS créée par Reinhard Heydrich pour la construction et la gestion de centres de vacances de la SD. Il semble que la fondation servait plutôt à faire l'acquisition de biens immobiliers au profit de Heydrich et que ce dernier comptait faire de la villa sa résidence privée. À l'époque, le quartier de Wannsee, dans le sud-ouest de Berlin, est un quartier huppé avec ses deux lacs et beaucoup de dirigeants nazis cherchent à s'y installer, souvent en spoliant des propriétaires juifs.
La maison va alors servir pour accueillir des cadres SS de passage à Berlin.
Le 20 janvier 1942, s'y tient la réunion connue sous le nom de conférence de Wannsee et convoquée par Heydrich, alors chef du RSHA pour selon ses termes « trouver une solution finale à la question juive ».
En 1943, quelques mois après l’assassinat de Heydrich, la propriété est cédée au RSHA, mais la maison garde la même fonction.
Après la guerre, elle est occupée par des troupes soviétiques puis américaines, avant d'accueillir, entre 1952 et 1988, les classes vertes des écoles du secteur.
C'est l'historien Joseph Wulf qui fait connaître au grand public la villa Marlier comme étant le lieu de la conférence de Wannsee. Il propose dès 1965 d'en faire un musée, mais ce n'est qu'en 1992 qu'elle est inaugurée officiellement comme « lieu de mémoire et d'enseignement ». Depuis, plus de 100 000 personnes la visitent chaque année.

## Galerie

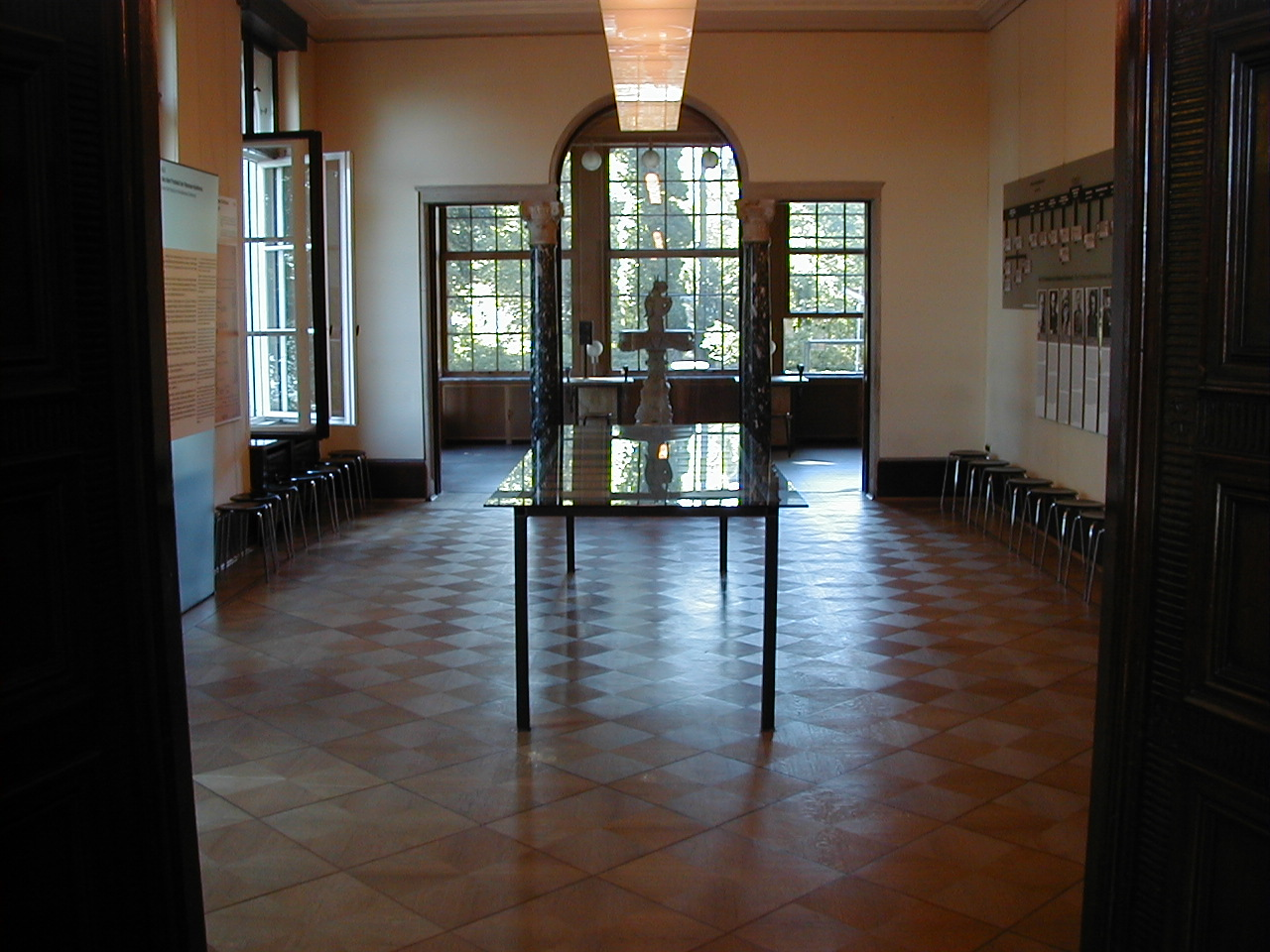
Intérieur de la villa.
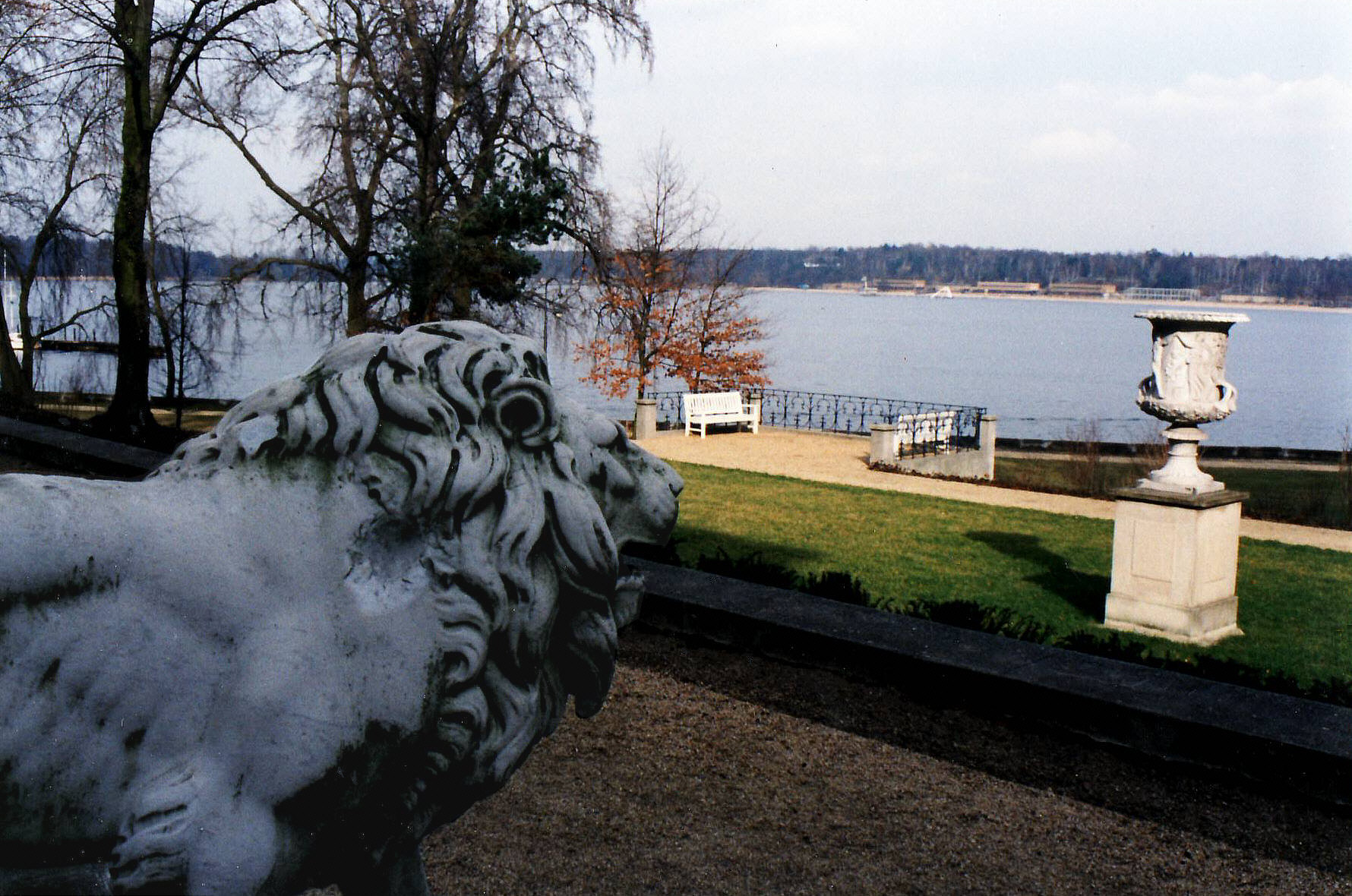
Le lac vu du parc de la villa.
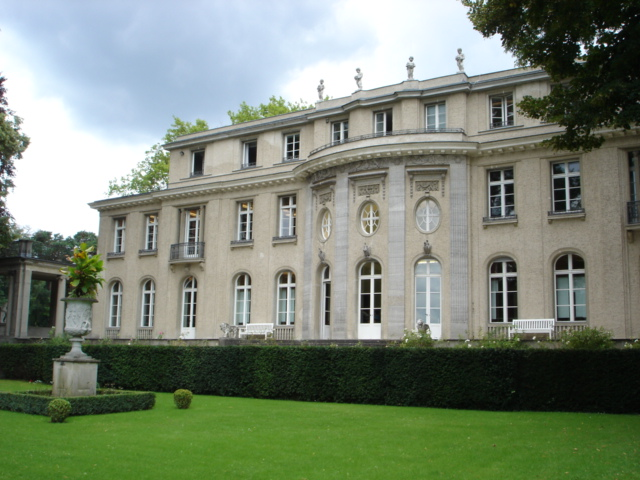
Façade arrière.